# U.S. Route 18
L'U.S. Route 18 è una strada a carattere nazionale statunitense che si estende per 1.679 chilometri.